# Kuurne-Brussel-Kuurne 2012
De 65e editie van de Kuurne-Brussel-Kuurne, werd op zondag 26 februari 2012 verreden, met start en aankomst in Kuurne over een parcours van 195 kilometer. Deze editie maakt deel uit van de UCI Europe Tour 2012.

## Hellingen
Dezelfde hellingen als in 2011 kwamen ook in 2012 voor op het parcours.
| Edelareberg (Edelare) La Houppe (Vloesberg) Kanarieberg (Ronse) | Kruisberg (Ronse) Oude Kwaremont (Kluisbergen) Knokteberg (Kluisbergen) | Tiegemberg (Tiegem) Nokereberg (Nokere) |

## Deelnemende ploegen
Er namen 25 ploegen deel van elk 8 renners.
| ProTeam                                                                                        | ProTeam                                                                                 | Professioneel continentaal | Professioneel continentaal                                                                      | Continentaal                                          |
| Lotto-Belisol Omega Pharma-Quick Step BMC Racing Team AG2R-La Mondiale Team Katjoesja Rabobank | Team Garmin-Barracuda Vacansoleil-DCM Sky ProCycling GreenEdge Team Europcar FDJ-BigMat | Topsport Vlaanderen-Mercator Accent.Jobs-Willems Veranda's Landbouwkrediet Project 1T4I-Felt Cofidis, le crédit en ligne Bretagne-Schuller | Saur-Sojasun Team NetApp Farnese Vini–Selle Italia Spidertech Powered by C10 Team Type 1-Sanofi | An Post-Sean Kelly Wallonie Bruxelles-Crédit Agricole |

## Uitslag
| Kuurne-Brussel-Kuurne 2012 |                       |                               |            |
| Plaats                     | Naam                  | Ploeg                         | Tijd       |
| Winnaar                    | Mark Cavendish        | Sky ProCycling                | 4u 27' 30" |
| 2                          | Jawhen Hoetarovitsj   | FDJ-BigMat                    | z.t.       |
| 3                          | Kenny van Hummel      | Vacansoleil-DCM               | z.t.       |
| 4                          | Arnaud Démare         | FDJ-BigMat                    | z.t.       |
| 5                          | Aleksandr Serebrjakov | Team Type 1-Sanofi            | z.t.       |
| 6                          | Tom Veelers           | Project 1T4I-Felt             | z.t.       |
| 7                          | Sébastien Chavanel    | Team Europcar                 | z.t.       |
| 8                          | Stefan van Dijk       | Accent.Jobs-Willems Veranda's | z.t.       |
| 9                          | Alexander Kristoff    | Team Katjoesja                | z.t.       |
| 10                         | André Greipel         | Lotto-Belisol                 | z.t.       |
| 11                         | Guillaume Boivin      | Spidertech Powered by C10     | z.t.       |
| 12                         | Aidis Kruopis         | GreenEdge                     | z.t.       |
| 13                         | Manuel Belletti       | AG2R-La Mondiale              | z.t.       |
| 14                         | Adrien Petit          | Cofidis, le crédit en ligne   | z.t.       |
| 15                         | Mark Renshaw          | Rabobank                      | z.t.       |
| 16                         | Adam Blythe           | BMC Racing Team               | z.t.       |
| 17                         | Guillaume Blot        | Bretagne-Schuller             | z.t.       |
| 18                         | Tyler Farrar          | Team Garmin-Barracuda         | z.t.       |
| 19                         | Luca Paolini          | Team Katjoesja                | z.t.       |
| 20                         | Leif Hoste            | Accent.Jobs-Willems Veranda's | z.t.       |

1945 · 1946 · 1947 · 1948 · 1949 · 1950 · 1951 · 1952 · 1953 · 1954 · 1955 · 1956 · 1957 · 1958 · 1959 · 1960 · 1961 · 1962 · 1963 · 1964 · 1965 · 1966 · 1967 · 1968 · 1969 · 1970 · 1971 · 1972 · 1973 · 1974 · 1975 · 1976 · 1977 · 1978 · 1979 · 1980 · 1981 · 1982 · 1983 · 1984 · 1985 · 1986 · 1987 · 1988 · 1989 · 1990 · 1991 · 1992 · 1993 · 1994 · 1995 · 1996 · 1997 · 1998 · 1999 · 2000 · 2001 · 2002 · 2003 · 2004 · 2005 · 2006 · 2007 · 2008 · 2009 · 2010 · 2011 · 2012 · 2013 · 2014 · 2015 · 2016 · 2017 · 2018 · 2019 · 2020 · 2021 · 2022 · 2023 · 2024 · 2025
Lijst van beklimmingen
Etappewedstrijden

 Ster van Bessèges · 
 Ronde van de Middellandse Zee · 
 Ruta del Sol · 
 Ronde van de Algarve · 
 Ronde van de Haut-Var · 
 Driedaagse van West-Vlaanderen · 
 Internationale Wielerweek · 
 Internationaal Wegcriterium · 
 Driedaagse van De Panne-Koksijde · 
 Ronde van de Sarthe · 
 Ronde van Trentino · 
 Ronde van Turkije · 
 Ronde van Asturië · 
 Vierdaagse van Duinkerke · 
 Ronde van Azerbeidzjan · 
 Szlakiem Grodòw Piastowskich · 
 Ronde van Castilië en León · 
 Ronde van Picardië · 
 Ronde van Noorwegen · 
 World Ports Classic · 
 Ronde van Beieren · 
 Ronde van België · 
 Tour des Fjords · 
 Ronde van Estland · 
 Ronde van Luxemburg · 
 Boucles de la Mayenne · 
 Ster ZLM Toer · 
 Ronde van Slovenië · 
 Route du Sud · 
 Ronde van Oostenrijk · 
 Sibiu Cycling Tour · 
 Ronde van Wallonië · 
 Ronde van Portugal · 
 Ronde van Denemarken · 
 Ronde van de Ain · 
 Ronde van Burgos · 
 Arctic Race of Norway · 
 Ronde van de Limousin · 
 Ronde van Poitou-Charentes · 
 Wielerweek van Lombardije · 
 Ronde van Groot-Brittannië · 
 Ronde van Gévaudan Languedoc-Roussillon · 
 Eurométropole Tour
Eendaagse wedstrijden

 GP La Marseillaise · 
 Grote Prijs van de Etruskische Kust · 
 Trofeo Palma · 
 Trofeo Ses Salines · 
 Trofeo Serra de Tramuntana · 
 Trofeo Platja de Muro · 
 Trofeo Laigueglia · 
 Ronde van Murcia · 
 Omloop Het Nieuwsblad · 
 Classic Sud Ardèche · 
 GP Lugano · 
 Clásica de Almería · 
 Kuurne-Brussel-Kuurne · 
 La Drôme Classic · 
 Le Samyn · 
 GP Città di Camaiore · 
 Strade Bianche · 
 Roma Maxima · 
 Ronde van Drenthe · 
 Dwars door Drenthe · 
 Nokere Koerse · 
 GP Nobili Rubinetterie · 
 Handzame Classic · 
 Classic Loire-Atlantique · 
 Grote Prijs van Cholet-Pays de Loire · 
 Dwars door Vlaanderen · 
 Route Adélie de Vitré · 
 Volta Limburg Classic · 
 Grote Prijs Miguel Indurain · 
 Ronde van La Rioja · 
 Scheldeprijs · 
 GP Pino Cerami · 
 Klasika Primavera · 
 Parijs-Camembert · 
 Brabantse Pijl · 
 GP Denain · 
 Ronde van de Finistère · 
 Tro Bro Léon · 
 Ronde van Keulen · 
 La Roue Tourangelle · 
 Rund um den Finanzplatz Eschborn-Frankfurt · 
 Ronde van de Somme · 
 ProRace Berlin · 
 Grote Prijs van Plumelec · 
 Boucles de l'Aulne · 
 Ronde van Zeeland Seaports · 
 Trofeo Melinda · 
 GP Kanton Aargau · 
 Ronde van Limburg · 
 Ronde van de Apennijnen · 
 Halle-Ingooigem · 
 Trofeo Matteotti · 
 Prueba Villafranca de Ordizia · 
 GP Industria & Artigianato-Larciano · 
 Ronde van Toscane · 
 Circuito de Getxo · 
 Polynormande · 
 RideLondon Classic · 
 GP Stad Zottegem · 
 Dutch Food Valley Classic · 
 Châteauroux Classic de l'Indre · 
 Druivenkoers Overijse · 
 Ronde van Veneto · 
 Schaal Sels · 
 Memorial Rik Van Steenbergen · 
 Brussels Cycling Classic · 
 GP Fourmies · 
 Ronde van de Doubs · 
 GP Jef Scherens · 
 Coppa Bernocchi · 
 Coppa Agostoni · 
 GP van Wallonië · 
 Ronde van de Drie Valleien · 
 Kampioenschap van Vlaanderen · 
 Memorial Marco Pantani · 
 Grote Prijs Impanis-Van Petegem · 
 GP van Isbergues · 
 GP Industria & Commercio di Prato · 
 Omloop van het Houtland · 
 Duo Normand · 
 Milaan-Turijn · 
 Ronde van Piëmont · 
 Ronde van het Münsterland · 
 Pro Cycling Marathon · 
 Ronde van de Vendée · 
 Memorial Frank Vandenbroucke · 
 Coppa Sabatini · 
 Parijs-Bourges · 
 Ronde van Emilia · 
 GP Beghelli · 
 Parijs-Tours · 
 Nationale Sluitingsprijs · 
 Ronde van Romagna · 
 Chrono des Nations